# 拜尔斯顿
拜尔斯顿 （i/ˌbɛərzˈdɛn/；又译贝尔斯登） 是蘇格蘭東鄧巴頓郡的城镇，位于大格拉斯哥东北边缘，距离格拉斯哥市中心约10千米。
是东邓巴顿郡的一个传统富人区。作为格拉斯格市最富有的区域，居民多为中产阶级，G61的邮编被列为英国第七富有城镇。

## 历史

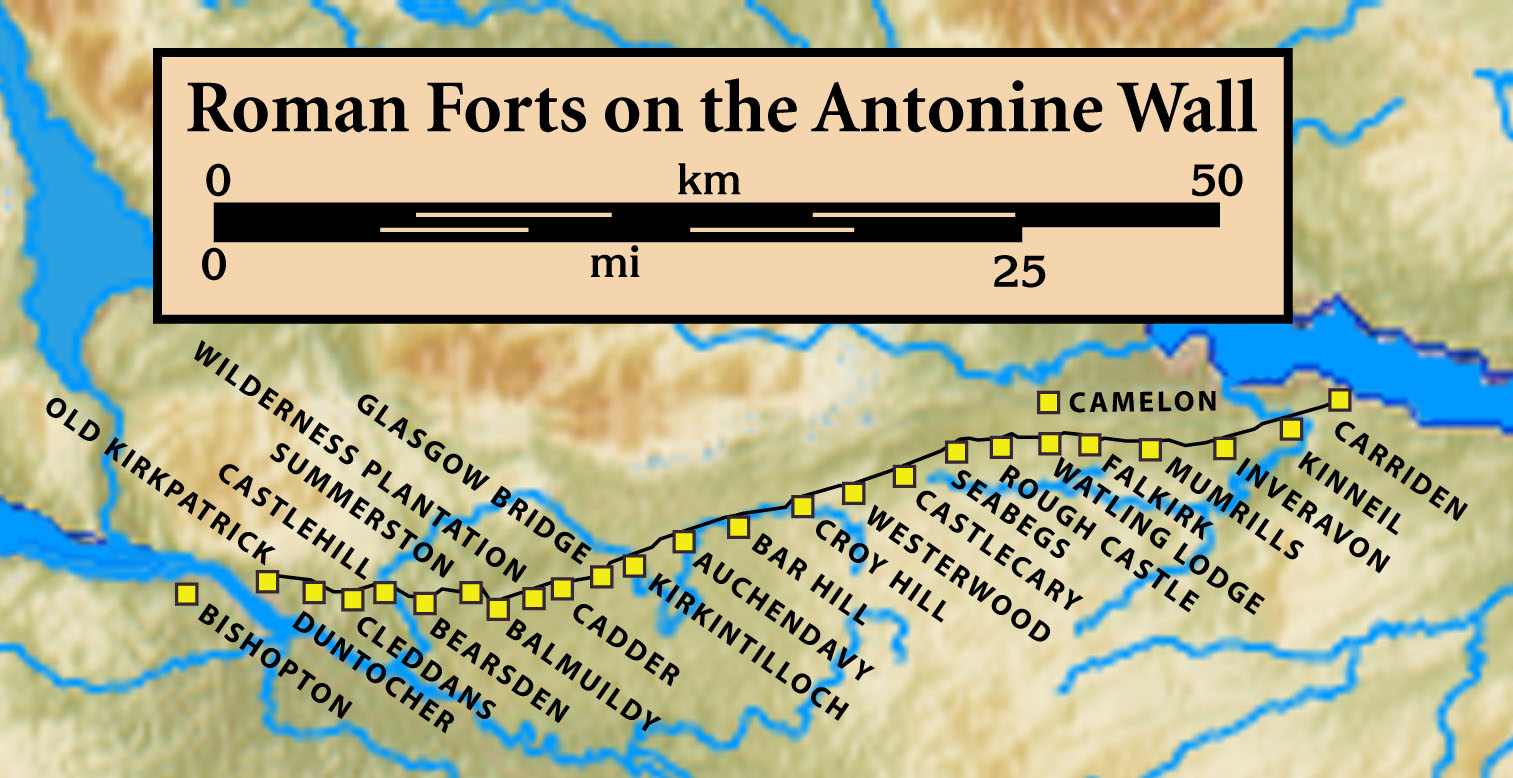
安多宁长城，拜尔斯顿（Bearsden）段

## 著名人物

#### 出生
- 戴维·索利斯，2016年诺贝尔物理学奖得主[3][4]

#### 旅居
- 朱莉婭·唐納森，英国儿童图书作家，曾在拜尔斯顿生活过一段时间[5]
- 亚历克斯·麥克萊什，苏格兰前足球运动员，曾效力阿伯丁足球俱乐部，司职中后卫，原流浪者足球俱乐部教练[6]
- 阿倫·麥文拿斯，职业斯诺克选手[7]
- 大衛·莫耶斯，已退役的苏格兰职业足球运动员，曾执教埃弗顿、曼联、桑德兰、皇家社会和西汉姆联[8]
- 马克·诺弗勒，吉他手、歌手，摇滚乐队“險峻海峽”的主唱兼吉他手[9]